# Клеточная стенка

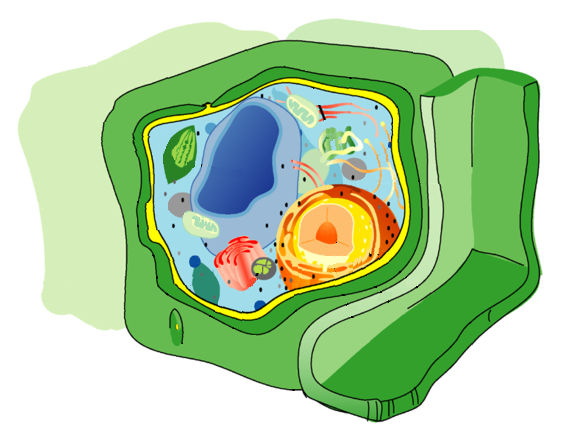
Растительная клетка. Зелёная оболочка — клеточная стенка.

Клеточная стенка — часть оболочки клетки, расположенная снаружи от цитоплазматической мембраны и выполняющая структурные, защитные и транспортные функции. Обнаруживается у большинства бактерий, архей, грибов и растений. Животные и многие простейшие не имеют клеточной стенки.

## Клеточные стенки прокариот
Клеточные стенки бактерий состоят из пептидогликана (муреина) и бывают двух типов: грамположительного и грамотрицательного. Клеточная стенка грамположительного типа состоит исключительно из толстого слоя пептидогликана, плотно прилегающего к клеточной мембране и пронизанного тейхоевыми и липотейхоевыми кислотами. При грамотрицательном типе слой пептидогликана существенно тоньше, между ним и плазматической мембраной находится периплазматическое пространство, а снаружи клетка окружена ещё одной мембраной, представленной т. н. липополисахаридом и являющаяся пирогенным эндотоксином  бактерий.

## Клеточные стенки грибов
Клеточные стенки грибов состоят из хитина, глюканов, хитозана, маннана (у дрожжей).

## Клеточные стенки водорослей
Большинство водорослей имеют клеточную стенку из целлюлозы и различных гликопротеинов. Включения дополнительных полисахаридов имеют большое таксономическое значение.
Диатомовые водоросли синтезируют свою клеточную стенку из кремнезёма.

## Клеточные стенки высших растений
Важнейшей отличительной особенностью растительной клетки является наличие прочной клеточной стенки, основным компонентом которой является целлюлоза. Клеточная стенка высших растений представляет собой сложноорганизованный, преимущественно полимерный, внеклеточный матрикс, окружающий каждую клетку. Растительная клетка, лишённая клеточной стенки, обозначается термином протопласт. В клеточных стенках растений существуют углубления — поры, через которые проходят цитоплазматические канальца — плазмодесмы, осуществляющие контакт соседних клеток и обмен веществами между ними.
Химический состав и пространственная организация полимеров клеточной стенки отличаются у разных видов, клеток разных тканей одного растения и иногда у разных частей стенки вокруг одного протопласта.

Строение первичной клеточной стенки растений.

Кроме того, строение клеточной стенки изменяется в онтогенезе растительного организма. Первичная клеточная стенка формируется при делении и сохраняется во время роста клетки. Формирование вторичной клеточной стенки происходит с внутренней стороны от первичной стенки и связано с окончанием роста и специализацией (дифференцировкой) клеток растения. Снаружи от первичной клеточной стенки, между первичными стенками двух соседних клеток, располагается срединная пластинка (состоит преимущественно из кальциевых и магниевых солей пектиновых веществ).
Первичная клеточная стенка высших растений состоит из трёх взаимодействующих, но структурно независимых трехмерных сетей полимеров. Основная сеть состоит из фибрилл целлюлозы и связывающих их гемицеллюлоз (или сшивочных гликанов). Вторая сеть состоит из пектиновых веществ. Третья сеть представлена, как правило, структурными белками клеточной стенки. Также у растений клады commelinids (группа в системах APG) и у представителей семейства Маревые первичная клеточная стенка содержит значительное количество ароматических веществ (гидроксикоричные кислоты, главным образом феруловая и п-кумаровая). При этом у представителей клады commelinids гидроксикоричные кислоты присоединяются к сшивочным гликанам (к глюкуроноарабиноксиланам), а у семейства Маревые к пектиновым веществам (к рамногалактуронанам I).
Растительные клеточные стенки выполняют целый ряд функций: они обеспечивают жёсткость клетки для структурной и механической поддержки, придают форму клетке, направление её роста и в конечном счете морфологию всему растению. Клеточная стенка также противодействует тургору, то есть осмотическому давлению, когда дополнительное количество воды поступает в растения. Клеточные стенки защищают от патогенов, проникающих из окружающей среды, и запасают углеводы для растения.